# Contee del Nuovo Messico
Questa è una lista delle 33 contee del Nuovo Messico (in inglese New Mexico), negli Stati Uniti d'America.

Il Nuovo Messico divenne il 47esimo Stato nel 1912.

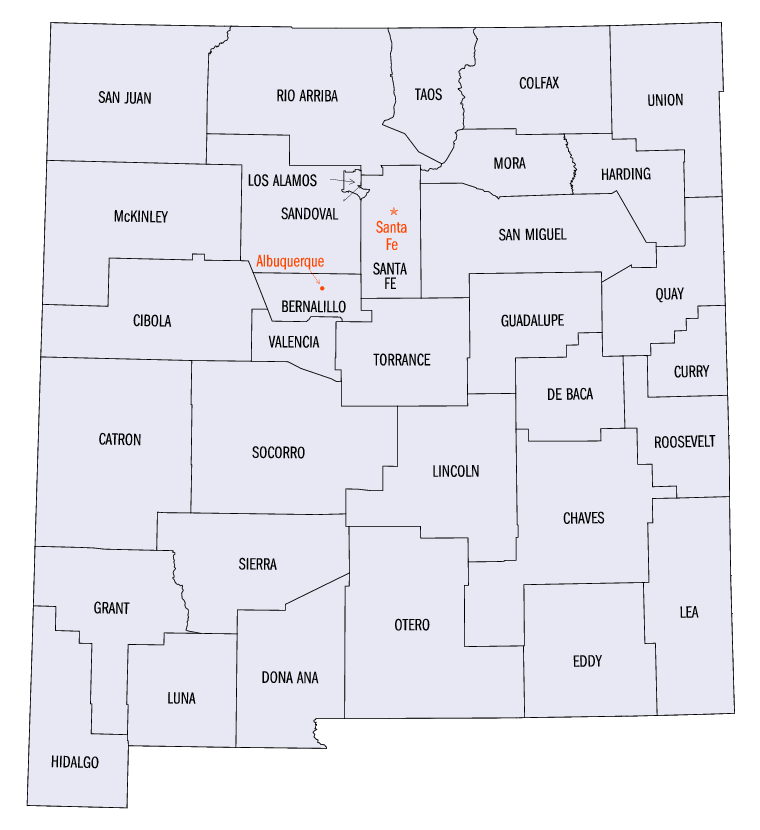
Contee del Nuovo Messico

Di seguito è riportata una lista con i dati inerenti alla data di fondazione, al capoluogo, all'etimologia del nome, agli abitanti e alla collocazione nello Stato di ciascuna contea.

## Lista
| Contea     | Capoluogo             | Data di istituzione | Etimologia                                                                                        | Abitanti (2020) | Mappa |
| ---------- | --------------------- | ------------------- | ------------------------------------------------------------------------------------------------- | --------------- | ----- |
| Bernalillo | Albuquerque           | 1852                | Dall'omonima città posta sul Rio Grande.                                                          | 676 444         |       |
| Catron     | Reserve               | 1921                | Thomas B. Catron, senatore statunitense.                                                          | 3 579           |       |
| Chaves     | Roswell               | 1889                | Colonnello Jose Francisco Chaves.                                                                 | 65 157          |       |
| Cibola     | Grants                | 1981                | Sette città di Cíbola.                                                                            | 27 172          |       |
| Colfax     | Raton                 | 1869                | 17º vicepresidente degli Stati Uniti, Schuyler Colfax.                                            | 12 387          |       |
| Curry      | Clovis                | 1909                | George Curry, governatore del Nuovo Messico.                                                      | 48 430          |       |
| De Baca    | Fort Sumner           | 1917                | Ezequiel C. de Baca, governatore del Nuovo Messico.                                               | 1 698           |       |
| Doña Ana   | Las Cruces            | 1852                | Doña Ana Robledo.                                                                                 | 219 561         |       |
| Eddy       | Carlsbad              | 1887                | Charles B. Eddy.                                                                                  | 62 314          |       |
| Grant      | Silver City           | 1868                | Ulysses S. Grant, 18º presidente degli Stati Uniti.                                               | 28 185          |       |
| Guadalupe  | Santa Rosa            | 1891                | Per Nuestra Señora de Guadalupe o la Mesita de Guadalupe.                                         | 4 452           |       |
| Harding    | Mosquero              | 1921                | Warren G. Harding, presidente degli Stati Uniti.                                                  | 657             |       |
| Hidalgo    | Lordsburg             | 1920                | Miguel Hidalgo y Costilla, rivoluzionario e religioso messicano.                                  | 4 178           |       |
| Lea        | Lovington             | 1917                | Joseph C. Lea, primo sindaco di Roswell.                                                          | 74 455          |       |
| Lincoln    | Carrizozo             | 1869                | Presidente degli Stati UnitiAbraham Lincoln.                                                      | 20 269          |       |
| Los Alamos | Los Alamos            | 1949                | Dallo spagnolo alamos, "pioppi".                                                                  | 19 419          |       |
| Luna       | Deming                | 1901                | Cognome di una nota famiglia.                                                                     | 25 427          |       |
| McKinley   | Gallup                | 1899                | Presidente degli Stati Uniti William McKinley.                                                    | 72 902          |       |
| Mora       | Mora                  | 1860                | Dallo spagnolo mora, che significa mora.                                                          | 4 189           |       |
| Otero      | Alamogordo            | 1899                | Miguel Antonio Otero, governatore territoriale.                                                   | 67 839          |       |
| Quay       | Tucumcari             | 1903                | Senatore Matthew Quay.                                                                            | 8 746           |       |
| Rio Arriba | Tierra Amarilla       | 1852                | Significa "fiume in alto" poiché il Rio Grande, il fiume principale dello Stato, passa di qui.    | 40 363          |       |
| Roosevelt  | Portales              | 1903                | Presidente degli Stati Uniti Theodore Roosevelt.                                                  | 19 191          |       |
| San Juan   | Aztec                 | 1887                | Dallo spagnolo e significa San Giovanni.                                                          | 121 661         |       |
| San Miguel | Las Vegas             | 1852                | Dalla cittadina di San Miguel de Bado sul fiume Pecos.                                            | 27 201          |       |
| Sandoval   | Bernalillo            | 1903                | Cognome di una nota famiglia.                                                                     | 148 834         |       |
| Santa Fe   | Santa Fe              | 1852                | Dallo spagnolo, significa "santa fede".                                                           | 154 823         |       |
| Sierra     | Truth or Consequences | 1884                | Dallo spagnolo Sierra Madre, che significa "catena madre", in riferimento alle Montagne Rocciose. | 11 576          |       |
| Socorro    | Socorro               | 1852                | Dallo spagnolo, che significa "aiuto".                                                            | 16 595          |       |
| Taos       | Taos                  | 1852                | Termine usato dagli spagnoli per riferirsi ai nativi Tiwa (Pueblo).                               | 34 489          |       |
| Torrance   | Estancia              | 1903                | Francis J. Torrance.                                                                              | 15 045          |       |
| Union      | Clayton               | 1893                | Desiderio dei cittadini di unirsi in un'unica contea.                                             | 4 079           |       |
| Valencia   | Los Lunas             | 1852                | La città spagnola di Valencia.                                                                    | 76 205          |       |